# Elias Hrawi
Elias Hrawi (in arabo إلياس ﺍﻟﻬﺮاوي‎?, Ilyās al-Harāwī; Hawsh al-Umarāʾ, 4 settembre 1925 – Beirut, 7 luglio 2006) è stato un avvocato e politico libanese.

## Biografia
È stato Presidente della Repubblica del Libano dal 24 novembre 1989 al 24 novembre 1998.
Nato a Hawsh al-Umarāʾ, pochissimi chilometri a SO di Zahle, nella valle della Beqa', Hrawi è stato il primo Presidente maronita della Repubblica libanese a non essere originario del Monte Libano. Fu eletto il 24 novembre 1989, due giorni dopo l'assassinio del Presidente René Moawad, il cui mandato durò appena 17 giorni. Dal momento che il mandato doveva spirare nel 1995, l'Assemblea nazionale libanese emendò la Costituzione perché il nuovo eletto potesse rimanere in carica per 3 anni supplementari.
La famiglia di Hrawi era di proprietari terrieri. Egli studiò all'Université Saint-Joseph a Beirut, da dove uscì con una laurea in Giurisprudenza. Si dedicò al settore dei legumi, facendo ottimi affari con alcune compagnie svizzere e riuscì con successo a guidare la cooperativa di barbabietole da zucchero della pianura della Beqāʿ. Quando i suoi affari di export furono distrutti dalla guerra civile libanese che spazzò il Paese tra il 1975 e il 1990, si lanciò con decisione nel settore dell'import di petrolio.

Divenne vicepresidente della Camera di Commercio e dell'Industria libanese nel 1963.
Provenendo da un'importante famiglia coinvolta anche nella politica, il giovane Elias seguì le orme dei fratelli Georges e Joseph, facendosi eleggere al Parlamento nel 1972. Dal 1980 al 1982, lavorò al ministero dei Lavori Pubblici, sotto la guida di Elias Sarkis e del Primo ministro Shafiq Wazzan. Concentrò i suoi sforzi sulla costruzione di ponti e autostrade per collegare le differenti parti del Paese.
Come Presidente, Hrawi firmò alcuni emendamenti alla Costituzione, formalizzando così le riforme dettate dagli Accordi di Ta'if, dando perciò alla comunità musulmana un posto di maggior peso nel governo del Libano. Il 13 ottobre 1990, con l'appoggio delle forze armate siriane, obbligò il gen. Michel Aoun (ʿAwn), capo di un'amministrazione rivale e, di fatto, eversiva, ad arrendersi per avviare la ricostruzione del Libano. Il 22 maggio 1991 firmò un "Trattato di amicizia, fratellanza, cooperazione e coordinamento" con la Siria, grazie al quale il Libano prometteva di non autorizzare l'utilizzo del suo territorio contro gli interessi siriani.
Il giudizio dei libanesi su Hrawi è controverso. Molti ne apprezzano l'azione mirante a metter fine all'azione delle milizie "feudali" e alla guerra civile che aveva sconvolto il Paese per 15 anni (1975-1990). Egli rispettò sempre la sua profonda convinzione, per cui la lealtà verso la nazione deve prevalere sugli interessi settari, e che fosse necessaria una coesistenza pacifica al di là delle differenze religiose delle fazioni libanesi. Alcuni hanno addirittura operato per questi motivi, presentandolo come candidato per il Premio Nobel per la pace.

Altri invece hanno sottolineato la contraddizione che egli abbia disarmato le milizie cristiane e la maggior parte di quelle musulmane, ma non quelle di Hezbollah, tanto potenti da far fallire l'azione israeliana contro il Libano nel corso del 2008.
Le stesse critiche hanno ricordato che egli ha difeso gli interessi della Siria e hanno accusato il "Trattato di amicizia" con essa di prolungare di fatto la colonizzazione del Libano da parte del suo potente vicino arabo. È stato inoltre criticato per aver emendato la Costituzione permettendogli di prolungare il mandato presidenziale di tre anni. L'ex-Presidente della Repubblica Amin Gemayel ha detto in proposito che una tale decisione (che egli rimprovera sia stata assunta "a tamburo battente") indeboliva ulteriormente la già fragile Costituzione libanese, creando un precedente che il suo successore, Émile Lahoud, in effetti seguì (su domanda della Siria) nel 2004, prolungando egli pure il suo mandato per ulteriori tre anni.